# Кашмирская железная дорога
Железная дорога Джамму-Барамулла (хинди जम्मू-बारामूला लाइन, урду کشمیر ریلوے‎ Ҷамму-Барамулла) — железнодорожная линия в Индии соединяющая союзную территорию Джамму и Кашмир с остальной страной. Официально называется Джамму Удхампур Сринагар Барамулла железнодорожное Звено (JUSBRL), и начинается в Джамму и идёт 343 км до Барамуллы в северо-западном углу Кашмирской Долины. Дорога пересекает зоны землетрясений, места с огромной разницей температур, негостеприимные и опасные, поэтому дорогу считали невероятно трудоёмким, но важным проектом.

## Этапы строительства
Дорога делится на 4 секции:

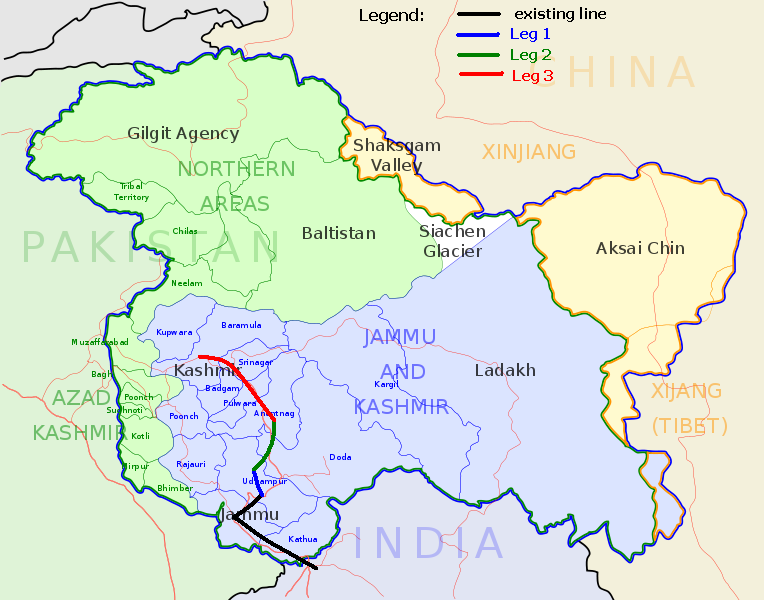
Карта дороги. Этап 0 (чёрным) и Этап 3 (красным) — действующие. Этап 1 (голубым) и Этап 2 (зелёным) строятся.

- Этап 0 — 53 км от Джамму до Удхампура, завершена в апреле 2005 года[2].
- Этап 1 — 25 км от Удхампура до Катры. Строится, ориентировочно будет открыта в 2011 году[3]. Движение открыто в июле 2014 года.
- Этап 2 — 148 км от Катры до Казигунда. Строится, ориентировочно откроется в 2016 году[3]. Дата открытия перенесена на 2020 год, но и этот срок, скорее всего, соблюдён не будет[4].
- Этап 3 — 117 км от Казигунда до Барамуллы, завершена в октябре 2009[5].

## История

### Британская эра
1898: Махараджа Патар Сингх высказал идею о соединении Джамму и Сринагара железной дорогой. По политическим причинам проект был отложен.
1902: Британцы предлагают построить дорогу вдоль Джелама соединив Сринагар с Равалпинди. Политики сочли это нецелесообразным, так как жители перемещались по южной «Могольской дороге»
1905: Новое предложение о связи Равалпинди со Сринагаром высказывают британцы. Патар Сингх утверждает строительство линии через Риаси по Могольской дороге. Запланировано построить линии колеи 610 мм или 763 мм через перевал высотой 3400 м в Пир-Панджале. Предполагалось прорыть тоннель и построить в горах гидроэлекторостанции для обеспечения дороги электричеством. Проект признали утопическим и нецелесообразным. Хотя можно вспомнить об удачном проекте Дарджелингской дороги.

### Независимая Индия

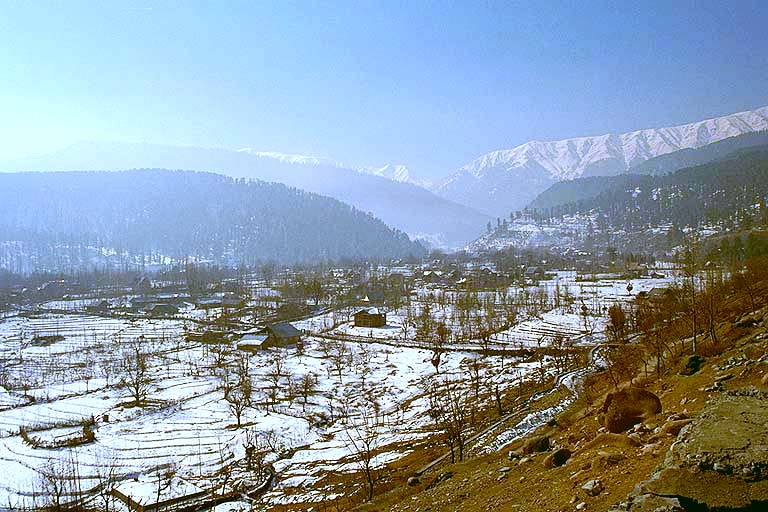
Вид на хребет Пир-Панджал, дорога должна пересечь его.

1947: Строительство железных дорог было необходимо новой Индии. Но детальное исследование Пир-Панджала показало, что стоимость новой дороги будет неподъёмной для Индии.
1983: Премьер-Министр Индира Ганди начинает строительство железной дороги Джамму — Удхампур. Проект на 5 лет, стоимость 500 000 000 рупий. Проект показал сложность строительства в этих местах.
1994: Правительство заявило о необходимости железной дороги в Кашмире. Исследования показали, что дорогу придётся строить «подвешенной» от Казигунда до Сринагара и до Барамуллы. Линия от Катры до Казигунда до сих пор выглядит недостижимой.
Июль 2002: Дорогу объявляют «Национальным проектом», то есть её будут строить независимо от стоимости. Цена дороги около 60 млрд рупий. При стандартном финансировании на строительство ушло бы 60 лет, но правительство решило открыть дорогу 15 августа 2007 года.
Апрель 13, 2005: Линия Джамму — Удхампур, 55 км. Названа Этап 0, её строили 21 год и цена составила 130 млн. $.
На линии 20 тоннелей и 158 мостов. Самый длинный тоннель 2,5 км и высочайший мост 77 м — самый высокий в Индии. И это в сравнительно лёгких холмах Сивалик.
2008: Катра — Казигундская ветвь закрыта по требованию сейсмологов. «Этап 2» должен быть пересмотрен и найден другой путь через Пир-Панджал.
Октябрь 11, 2008 — Первая изолированная секция 66 км между Манзхама и Анатнаг или Этап 3 завершена на 14 месяцев опережая график. Поезда будут хотить по линии 2 раза в сутки.
Февраль 14, 2009 : Стадия 3 доведена до Барамуллы.
Июнь 2009 : Работы на участки Катра — Казигунд возобновлены, в проект внесены небольшие изменения.
Октябрь 28, 2009: Было построено 18 км путей от Анатнага до Казигунда. Стадия 3 завершена.

### Будущее развитие
Этап 1 планироволось открыть в декабре 2005, потом 2006, затем в мае 2009. Подтопление тоннеля привело к остановке работ на 2 года. Строительство возобновлено в сентябре 2009. По оценкам Этап 1 будет закончен в 2011.
Будущее Этапа 2 неясно, возникли технические трудности, подрядчики отказались от контракта. Планируемый срок окончания не ранее 2020.

## Инфраструктура и конструкция
Это без сомнения самый сложный транспортный проект в современной Индии. Гималаи отличаются сложной структурой, частыми оползнями и землетрясениями. Инженеры стараются выровнять ж.д полотно, но это плохо получается. Только Тибетская магистраль в КНР на 5000 метров выше уровня моря, сталкивалась с подобными трудностями. Хотя Пир-Панджал не так высок, строители должны придумать как справится с зимними снегопадами и перепадами температур.
Предполагается построить 750 мостов и 100 км тоннелей (в том числе Банихалский −11 км). Чтобы пересечь Чинаб, придётся строить мост длиной 1315 м и 359 м в высоту. Анджи-Хадский мост должен быть 657 в длину м и 186 в высоту. Чинабский мост станет самым высоким в мире, его будут строить из низколегированной стали, используя экологически чистые технологии и современный дизайн. Конструктивно он будут похож на Нью-Ривер-Гордж. Мост должны построить в 2012 году, на него затратят 26 000 тонн стали. Подрядчик «Konkan Railway Corporation»
Все тоннели, включая Баннихалский, будут строить новым австрийским методом. Горы Сивалик — молодые и нестабильные. Многие участки уже подтопило и пришлось провести торкретирование.
Хотя дорога идёт через горы, градиент в 1 % был установлен как максимальный. Более важно, что дополнительные двигатели на поезда ставить не будут. Используется индийская колея в 1676 мм шириной с бетонными шпалами и непрерывными бесстыковыми рельсами, минимальный радиус кривой 676 метров. Скорость поезда достигнет 100 км в час. На мостах построят резервные линии. На начальном этапе будет 10-12 поездов и 30 станций. Обеспечить больше пока не позволяет кашмирский дефицит электроэнергии.

### Подвижной состав
Вагоны оснащены кондиционерами, очень большими окнами, нескользящим полом, раздвижными дверями, отопительной системой, привлекательной цветовой гаммой оформления вагонов и лежачими местами в бизнес-классе. Кабину машиниста оснастят широким стеклом для обзора и климат-контролем для комфорта. На поезд устанавливается Метельник для расчистки снега в зимнее время. Учитывая климат долины, двигатель мощностью 1,400 л.с. будет обеспечивать подогрев поезда во время кашмирской зимы. Заказаны новые высокомощные аэродинамические дизельные двигатели с некоторыми особенностями. В вагоны установят дисплеи, которые будут доводить до пассажиров текущую информацию о пути, пневматическая подвеска обеспечит должный комфорт. Для полных людей будут вагоны с широкими дверьми.
Грузовые поезда возьмут из существующего парка. Планируется, что каждый день будут ходить пассажирские поезда, а в промежутках между ними грузовые с зерном или нефтепродуктами.
В Будгами к северу от Сринагара оборудуют мастерскую для обслуживания поездов.

### Связь и сигнализации
Железнодорожный светофор уже установлен в целях повышения безопасности движения. GSM-R скорее всего установят в будущем для улучшения связи.

### Безопасность
Регион нельзя считать безопасным, пока существует угроза со стороны террористов. Это, а также близость границы, привело к решению установить камеры наблюдения и другие наблюдательные системы вдоль пути, особенно на мостах и тоннелях. Будут приняты и другие дополнительные меры безопасности, но какие пока не сообщается.

### Работы по проекту
- Indian Railways отвечает за секцию Удхампур-Катра 25 км.
- Konkan Railway Corporation ограниченно отвечает за Kатра-Лаол 90 км. Это сложный участок: 12 км мостов, 72 км тоннелей и 6 км на воздухе
- IRCON, Лаол-Барамулла, 175 км
- Hindustan Construction Company выиграла тендер на северный и южный сектор банихальского тоннеля. Ведутся работы стоимостью 120 млн $[21].
- AFCONS и Ultra Engineering (Южная Корея) строят Ченабский мост за 130 млн $[22].
- Gammon India и Archirodon Construction (ЮАР) строят Анджи-Кхадский мост за 100 млн. $.

### Жертвы
Июнь 2004 — террористы убили инженера Сундхир Кумар Пундира и его брата.
Июнь 2005 — Алтаф Хуссейн, умер в результате обрушения тоннеля. Двое пострадали.
Май 16, 2007 — Фанси Актхер 9 лет, дочь Ахмад Вагая и Кхушбу Актёр 7 лет, Моххамеда Аюб Вани. Утонули в канале на строительстве.
Февраль 14, 2008 — непальский рабочий Тика Рам Балвари сын Туя Нараяна, умер от удара камня по голове.